# Daróczy Zoltán
Daróczy Zoltán Bálint (Bihartorda, 1938. június 23. – 2023. szeptember 12.) Széchenyi-díjas magyar matematikus, egyetemi tanár, a Magyar Tudományos Akadémia rendes tagja. A függvényegyenletek és -egyenlőtlenségek neves tudósa. Erre épülő iskolát alapított Debrecenben. 1974 és 1980 között a Kossuth Lajos Tudományegyetem (ma: Debreceni Egyetem) Természettudományi Karának dékánja, majd 1984-ig rektorhelyettese és 1990-ig rektora. 1990 és 1998 között a Magyar Szocialista Párt színeiben országgyűlési képviselő.

## Életpályája
1956-ban érettségizett, majd felvették a Kossuth Lajos Tudományegyetem matematika–ábrázoló geometria szakára. Itt szerzett középiskolai tanári diplomát 1961-ben. Mestere Aczél János volt. Két évvel később megvédte egyetemi doktori disszertációját. Diplomájának megszerzése után a Magyar Tudományos Akadémia ösztöndíjasa volt, ezt követően egy évig a Bécsi Egyetem Matematikai Intézete munkatársa volt. Hazatérése után kezdett részt venni az akkor éppen alakuló magyar analitikai kutatásokba az KLTE tanársegédjeként. 1967-től adjunktusként, 1968-tól egyetemi docensként dolgozott. Ekkor bízták meg az analízis tanszék vezetésével. 1975-ben vette át egyetemi tanári kinevezését. 1976-ban a Természettudományi Kar dékánjává választották, 1982-ben az egyetem Matematikai Intézetének igazgatója lett. 1984-ben az egyetem rektorhelyettesévé, 1987-ben rektorrá választották három évre. Ezt követően az egyetem Matematika és Számítástudományok Doktori Iskolájának vezetője volt 2008-ig, ekkor professor emeritusi címet kapott.
1967-ben védte meg a matematikai tudomány kandidátusi, 1974-ben akadémiai doktori értekezését. Az MTA Matematikai Bizottságának és a Debreceni Akadémiai Bizottságnak lett tagja, utóbbinak 1986 és 1988 között titkára is volt. 1985-ben a Magyar Tudományos Akadémia levelező, 1990-ben pedig rendes tagjává választották. Akadémiai tisztségei mellett a Hamburgi Matematikai Társaság tiszteletbeli tagja, valamint a Kossuth- és Széchenyi-díj Bizottság tagja.
Tudományos pályája mellett a politikában is részt vett: 1989-ben a Magyar Szocialista Párt alapító tagja volt. Az 1990-es országgyűlési választáson a párt Hajdú-Bihar megyei területi listájáról szerzett mandátumot. A ciklusban a környezetvédelmi bizottság és az MSZP-frakció vezetőségének tagja volt. Az 1994-es választáson az egyik debreceni egyéni körzetet megnyerve lett újra képviselő. Ebben a ciklusban az oktatási, tudományos, ifjúsági és sportbizottságnak volt tagja. 1998-ban nem indult.

## Munkássága
Fő kutatási területe a függvényegyenletek és a függvényegyenlőtlenségek elmélete és alkalmazása. E témakörben jelentős iskolát hozott létre (Járai Antal, Losonczi László, Maksa Gyula, Páles Zsolt) Debrecenben. Emellett publikált a matematikai analízis, az információ mértékei és a középértékek elméletével kapcsolatban. Foglalkozik az ezekhez kapcsolódó differenciál- és integrálszámítási, mérték- és integrálelméleti, függvénysorbeli és komplex függvénytani kérdésekkel is. Számos tudományos publikáció szerzője vagy társszerzője. Munkáit magyar, angol és német nyelven adja közre.

## Díjai, elismerései
- Grünwald Géza-díj (1962)
- MTA Matematikai Díj (1980)
- Szele Tibor-emlékérem (1988)
- Szent-Györgyi Albert-díj (1998)
- Széchenyi-díj (2004)
- A Magyar Köztársasági Érdemrend középkeresztje (2008)

## Főbb publikációi
- Einige Ungleichungen über die mit Gewichtsfunktionen gebildeten Mittelwerte (1964)
- A General Inequality for Means (1972)
- Mérték és integrál; Tankönyvkiadó, Bp., 1973
- On Measures of Information and Their Characterizations (Aczél Jánossal, 1975)
- Über die stetigen Lösungen der Aczél–Benzschen Funktionalgleichung (1980)
- Az additivitás függvényegyenleteiről (1986)
- On Functions Additive with Respect to Interval Filling Sequences (Kátai Imrével, 1988)
- On Completely Additive Functions Related to Interval Filling Sequences (Kátai Imrével, 1990)
- On a Class of Means of Two Variables (1999)